# 월남사략
비엣남슬르억(Việt Nam sử lược) 또는 월남사략(越南史略)는 1919년에 역사 학자 쩐쫑낌이 쓴 책으로 1920년에 처음 출판되었다. 이 책은 꾸옥응으로 쓰여진 최초의 체계적인 베트남 통사(프랑스령 식민지 시기 이전 처리)이다. 기술은 간단하고 요점을 표현하면서, 함축적이고, 읽기 쉽다고 평가받고 있다. 1920년 초판 이후 여러 차례 판을 거듭하였고, 남베트남에서는 교과서로 사용된 적도 있었다.

## 구성
이 책은 베트남의 역사를 5단계로 구분하고 있다.
1. 상고시대 : 문랑에서 남월까지
2. 북속기 : 남월의 멸망에서 응오 왕조까지
3. 자주시대 : 응오 (吳), 딘 (丁), 전레 (前黎), 리 (李), 쩐 (陳), 후레(後黎)
4. 남북분쟁기 : 막 (莫), 떠이선 (西山朝)
5. 근현대 : 응우옌 (阮)와 프랑스령 식민지 시대

## 참고서적
- Patricia M. Pelley (2002). Postcolonial Vietnam: New Histories of the National Past